# Delftsch Studenten Corps
Het Delftsch Studenten Corps (DSC) is een studentenvereniging in Delft, in de Nederlandse provincie Zuid-Holland.

## Karakteristieken

### Doelstelling en motto
Het motto van de vereniging is de Latijnse spreuk Inspice et cautus eris ("Spiegelt U en U zult op Uw hoede zijn").

### Doelgroep
Het DSC richt zich primair op studenten aan de TU Delft. Oorspronkelijk was het lidmaatschap van de vereniging alleen open voor mannen. In 1976 werd een fusie aangegaan met de Delftsche Vrouwelijke Studenten Vereeniging (opgericht in 1904), waarna het lidmaatschap ook voor vrouwen werd opengesteld.

## Symboliek
De corpsmaagd is het symbool van het Delftsch Studenten Corps. Zij draagt in haar hand een opgeheven spiegel. Gewoonlijk wordt zij in het wit afgebeeld op een rode achtergrond, zoals ook valt te zien op de dassen van de leden van de senaat van het corps en de rode schildjes die corpsleveranciers in hun winkel ophangen. De corpsmaagd wordt vergezeld door het motto van de vereniging, "Inspice et cautus eris".

## Geschiedenis

### Ontstaan
Het DSC is de oudste studentenvereniging van Delft, opgericht op 22 maart 1848 voor studenten aan de Koninklijke Academie in Delft, een voorloper van de latere Technische Universiteit.

### Ontwikkeling
Zoals in alle universiteitssteden met de corpora gebeurde, ontstonden er vanaf het einde van de 19e eeuw afsplitsingen van het corps. In Delft waren dit de Delftsche Studenten Bond (1897) en de rooms-katholieke Studentenvereniging Sanctus Virgilius (1898). De D.S.V. Nieuwe Delft is geen afsplitsing maar mede op initiatief van het Delftsch Studenten Corps gesticht, in een leegstaand pand dat De Bolk genoemd werd.

### Ontgroeningen
In september 2007 werd naar aanleiding van een ingezonden brief in de NRC, die uitwassen tijdens de kennismakingstijd van dat jaar ter sprake bracht, een onderzoek ingesteld door het college van bestuur (CvB) van de TU Delft. De conclusie van het CvB was dat een aantal studenten slachtoffer was geworden van fysiek geweld en vergaande vernedering. Het CvB legde DSC enige straffen op die neerkwamen op een financiële korting en opschorting van alle formele contacten met het CvB gedurende een jaar. Aan deze opschorting kwam vroegtijdig een einde, naar aanleiding van een onderzoek van de Vereniging Oud Leden van het DSC. Een intern onderzoek DSC gaf aan op zoek te gaan naar een ander soort invulling van de kennismakingstijd.
In januari 2018 besloot het college van bestuur DSC sancties op te leggen nadat er in september 2017 anonieme klachten over de kennismakingstijd van dat jaar aan het licht kwamen. Zo werd er rotte vis op de slaapkamers gelegd in een studentenhuis, werden jongens in hun ondergoed op straat gezet en moest een jongen met hockeyblessures op zijn knieën zich voortbewegen. De sancties betekenden een korting op de financiële ondersteuning vanuit de universiteit en het weren van het corps van de OWee, de openingsweek van de TU Delft. Als reactie op deze incidenten gaf het bestuur van DSC aan de desbetreffende huizen te schorsen en een intern onderzoek te starten naar de rol van de logeerhuizen.

## Verenigingspand

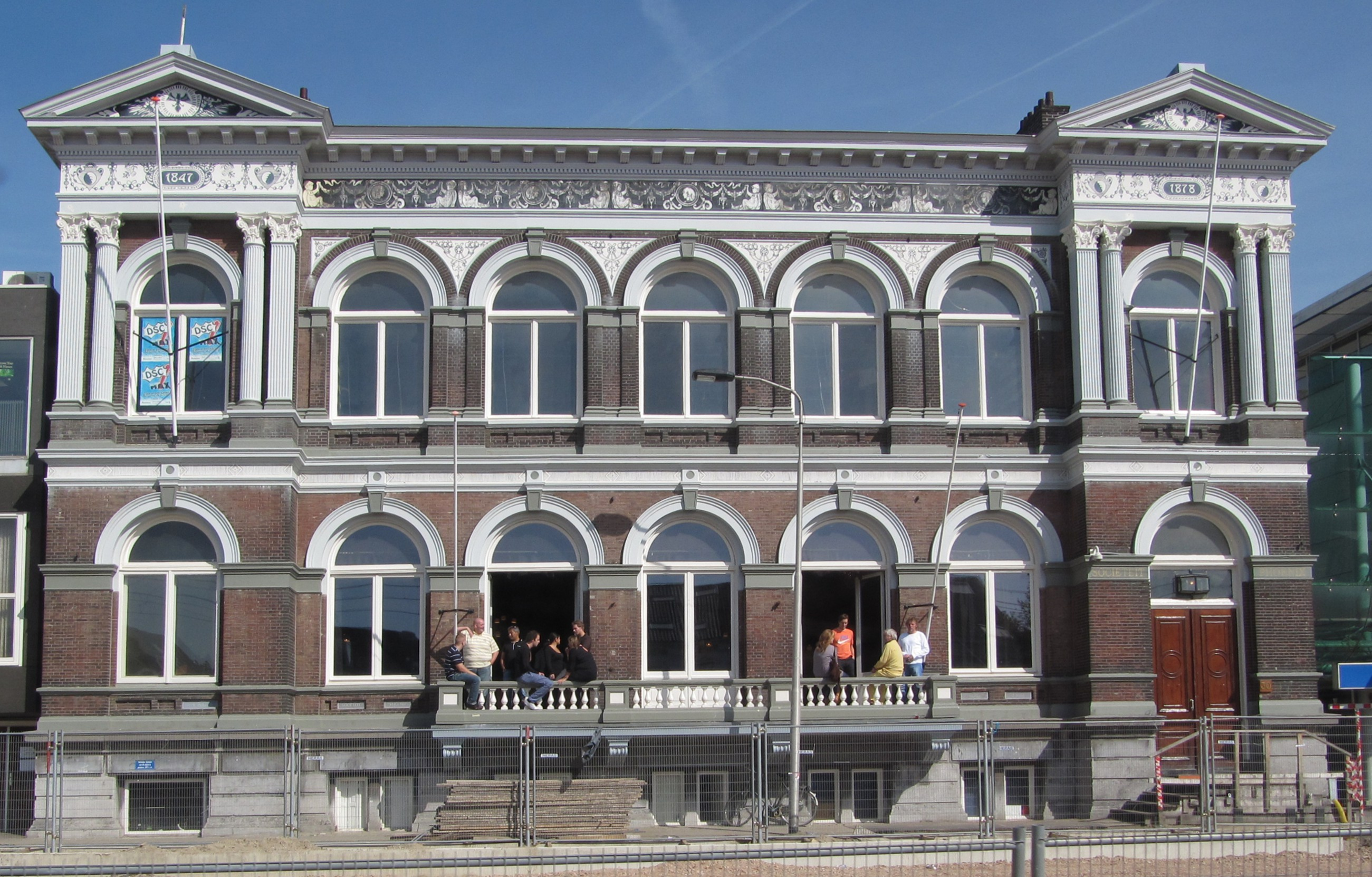
Sociëteit Phoenix aan de Phoenixstraat 30

De besloten sociëteit van het corps staat bekend onder de naam Delftsche Studenten Societeit 'Phoenix' (spreek uit als 'feunix', bijgenaamd 'de zaak' en is opgericht op 1 maart 1847, ruim een jaar voor de oprichting van het Delftsch Studenten Corps.
In 1870 opende de nieuwe Sociëteit 'Het Jeneverkerkje', wat in 1876 volledig afbrandde. Datzelfde jaar nog werd gestart met de bouw van een nieuw pand aan de Phoenixstraat 30. In 1958 werden onder andere een dakterras, een discotheekruimte (Lorre) en een restaurant aan het pand bijgebouwd.

## Externe structuur
De vereniging is aangesloten bij de Verenigingsraad Delft en de Algemene Senaten Vergadering.

## Oud-leden
| - Ben van Beurden - Ferdi Elsas - Frits Fentener van Vlissingen - Karien van Gennip - Freek van de Graaff - Thijs de Greeff - Wybren van Haga - Hubert-Jan Henket - Francine Houben - Wouter (Mickey) Huibregtsen - Adrie Klem | - Kees de Korver - Evert Kroes - Bert Meerstadt - Lex Mullink - Eeke van Nes - Hadriaan van Nes - Johan Friso van Oranje-Nassau van Amsberg - Gerard Overdijkink - Frits Philips - Michael van Praag - Rody Rijnders | - Floris Rost van Tonningen - Olivier Siegelaar - Jeroen van der Veer - Jan op den Velde - Jochem Verberne - Bram van der Vlugt - Merel van Vroonhoven - Frits de Voogt - Kees van Vugt - Mom Wellenstein - Lodewijk de Widt - Gerrit Wormmeester - Jan-Willem van Woudenberg |